# Остеохондрит
Остеохондрит — болючий тип остеохондрозу, при якому хрящ або кістка в суглобі запалюється.
Він часто посилається на остеохондрит розсікаючий. Термін «розсікаючий» має на увазі створення клаптика хряща, що надалі розсікає від лежачих в його основі субхондральних вкладень (розтинає).
Інші визнані типи остеохондриту — остеохондрит деформуючий (остеохондрит капітульної голови епіфіза стегнової кістки) і остеохондрит деформуючий спини (остеохондроз спинних хребців, також відомий як хвороба Шойермана).
Остеохондрит, і, особливо, розсікаючий остеохондрит, можуть проявлятися у тварин як основна причина ліктьової дисплазії, хронічних захворювань у деяких видів і порід.